# Ángel Marín (atleta)
Ángel Marín es un deportista español que compitió en atletismo adaptado. Ganó cinco medallas en los Juegos Paralímpicos de Verano en los años 1988 y 1992.

## Palmarés internacional
| Juegos Paralímpicos | Juegos Paralímpicos  | Juegos Paralímpicos | Juegos Paralímpicos  |
| Año                 | Lugar                | Medalla             | Prueba               |
| ------------------- | -------------------- | ------------------- | -------------------- |
| 1988                | Seúl (Corea del Sur) | Medalla de oro      | 800 m (A6 A8 A9 L4)  |
| 1988                | Seúl (Corea del Sur) | Medalla de oro      | 1500 m (A6 A8 A9 L4) |
| 1988                | Seúl (Corea del Sur) | Medalla de oro      | 5000 m (A6 A8 A9 L4) |
| 1992                | Barcelona (España)   | Medalla de plata    | 10 000 m TS4         |
| 1992                | Barcelona (España)   | Medalla de bronce   | 5000 m TS4           |